# District d'Aki (Kōchi)
Le district d'Aki (安芸郡, Aki-gun) est un district de la préfecture de Kōchi au Japon.
Au 1er mai 2015, sa population était de 17 398 habitants pour une superficie de 563,12 km2 et une densité de population de 30,9 habitants au km².

## Communes du district
- Bourgs :
  - Nahari
  - Tano
  - Tōyō
  - Yasuda
- Villages :
  - Geisei
  - Kitagawa
  - Umaji